# Pierre Derouillon
Pierre Derouillon (ur. 6 lipca 1999 w Tuluzie) – francuski siatkarz, reprezentant Francji, grający na pozycji przyjmującego.
W reprezentacji Francji w piłce siatkowej zadebiutował w 2022 roku.

## Sukcesy klubowe
Puchar CEV:
- 2022[4]

Mistrzostwo Francji:
- 2023[5]
- 2022[6]

Puchar Francji:
- 2023[7]

## Sukcesy reprezentacyjne
Liga Narodów:
- 2022[8]